# Powerlifting ai XVI Giochi paralimpici estivi - 65 kg maschile
Le gare di powerlifting della categoria fino a 65 kg maschile ai XVI Giochi paralimpici estivi si sono svolte il 27 agosto 2021 presso il Tokyo International Forum.
Il vincitore è stato Liu Lei.

## Risultati
| Pos. | Atleta                    | Peso (kg) | Sollevamenti (kg) | Sollevamenti (kg) | Sollevamenti (kg) | Sollevamenti (kg) | Risultato (kg) |
| Pos. | Atleta                    | Peso (kg) | 1                 | 2                 | 3                 | 4                 | Risultato (kg) |
| ---- | ------------------------- | --------- | ----------------- | ----------------- | ----------------- | ----------------- | -------------- |
|      | Liu Lei                   | 63,87     | 198               | 199               | 199               | –                 | 198            |
|      | Amir Jafari               | 64,06     | 195               | 196               | 198               | –                 | 195            |
|      | Hocine Bettir             | 63,14     | 187               | 192               | 198               | –                 | 192            |
| 4    | Grzegorz Lanzer           | 61,45     | 161               | 166               | 168               | –                 | 166            |
| 5    | Adou Herve Ano            | 63,79     | 150               | 150               | 160               | –                 | 160            |
| 6    | Narong Kasanun            | 62,57     | 155               | 162               | 167               | –                 | 155            |
| 7    | Jose Manuel Abud Coronado | 63,57     | 145               | 145               | 145               | –                 | 145            |
| –    | Jaideep Deswal            | 64,98     | 160               | 160               | 167               | –                 | –              |
| –    | Jorge Carinao             | 60,86     | 187               | 187               | 192               | –                 | –              |
| –    | Mohammad Tarbash          | 64,11     | –                 | –                 | –                 | –                 | –              |